# إريك لوسون
إريك لوسون (بالإنجليزية: Eric Lawson) هو فنان قتال مختلط أمريكي، ولد في 12 فبراير 1981 في كونكورد في الولايات المتحدة.

## وصلات خارجية
- إريك لوسون على موقع شيردوغ (الإنجليزية)
- إريك لوسون على موقع IMDb (الإنجليزية)